# کلیمانتوو
کلیمانتوو (به لاتین: Klimentovo) یک منطقهٔ مسکونی در بلغارستان است که در شهرستان اکساکاوو واقع شده‌است. کلیمانتوو ۲۶۰ متر بالاتر از سطح دریا واقع شده‌است.